# プレウロセラス・スピナトゥム
プレウロセラス・スピナトゥム（学名 : Pleuroceras spinatum）は、前期ジュラ紀後期プリンスバッキアン（189.6～183万年前）に生息していたアンモナイトの一種。この種は、動きの速い浮遊する肉食動物であった。

## 説明
プレウロセラス・スピナトゥムの殻の直径は約45～54mm程の小さなものだった。これらのアンモナイトは、4角形の渦の断面を持つ円盤状の殻を持ち、竜骨は結節があり強い放射状の肋を持つ。肋部は突起状で、強い鋸歯状のキールがある。

## 分布
この種の化石は、フランス、ドイツ、ハンガリー、イタリア、セルビア、モンテネグロ、スペイン、イギリスのジュラ紀の地層で発見されている。